# Скотт Джоплін
Скотт Джо́плін, (Scott Joplin, нар. між червнем 1867 та січнем 1868, східний Техас — помер 1 квітня 1917) — афроамериканський композитор і піаніст, автор 44 регтаймів, найвідоміший з яких — «The Entertainer», двох рег-опер, двох симфоній, а також посібника з гри фортепіанного регтайму. Вважається найвизначнішим автором регтаймів, однак визнання дістав лише після смерті. За життя афроамериканська громада сприймала його музику як «занадто білу», а біла громада — навпаки, як «надміру чорну», не відповідну класичним канонам. Інтерес до творчості Джопліна відродився в 1970-х роках. 1977 року про нього знято біографічний фільм «Скотт Джоплін», головну роль в якому зіграв Біллі Ді Вільямс.

## Дитинство і юність
Припускають, що Скотт Джоплін народився 24 листопада 1868 року в передмісті Тексаркани, штат Техас. Він був другим з шести дітей у сім'ї Джайлза Джопліна з Північної Кароліни (народився близько 1842 року) і Флоренс Гівенс із Кентуккі (народилася близько 1841 року). Старшого брата Скотта звали Монро, а двох молодших — Роберт і Вілл, також у родині були дві дочки.
Джопліни довгий час переїжджали з місця на місце в пошуках кращих умов для життя. Побувавши в Ліндені, а потім у Джефферсоні, сім'я зрештою влаштувалася в Тексаркані, де батько працював у залізничній компанії, а мати працювала прибиральницею.
Від самого дитинства Скотт виявляв здібності до музики, що помітив сусід по будинку, чорношкірий музикант Дж. К. Джонсон, який погодився навчити хлопчика нотної грамоти і гри на музичних інструментах. Вже в сім років Скотт добре грав на фортепіано. До 11 років він навчився з легкістю виконувати складні твори.
1880 року Джайлз Джоплін пішов з сім'ї до іншої жінки, залишивши дітей на піклування матері. Біограф Сюзан Кертіс у своїй книзі «Dictionary of Missouri Biography» дотримується думки, що можливою причиною розставання батьків Джопліна міг стати той факт, що Флоренс, яка любила співати і грати на банджо, підтримувала творчі починання сина. Батько наполягав на тому, щоб Скотт отримував робочу професію, яка була б стабільна і гарантувала хліб у домі. При цьому Джайлз сам колись займався музикою і грав на скрипці під час рабовласницького ладу.
Джайлз продовжував підтримувати стосунки з Флоренс, але ніколи не жив разом з колишньою дружиною і дітьми. Фінансове становище матері сімейства було скрутним, їй довелося поспіхом з дітьми переїхати в дешевший будинок і найнятися працівницею в дім до заможних білих людей. Втім, діти продовжували здобувати освіту, а Скотт, крім того, брав уроки музики. Старший син Монро до того часу вже був досить дорослим і заробляв собі на життя самостійно.
Юний Скотт ріс серйозним і амбітним хлопчиком. Під час навчання в школі одним з його викладачів був Джуліус Вайс, професор музики, іммігрант з Німеччини. Вайс був вражений талантом Скотта Джопліна і, розуміючи безвихідне становище його сім'ї, займався з ним безкоштовно. У період з 1878 по 1883 рік учитель прищеплював Скотту любов до народної музики, класичних творів і опери. Вайс допомагав оцінювати музику і як розвагу, і як мистецтво, крім того, він допоміг родині придбати уживане фортепіано. За спогадами дружини Скотта Джопліна, він ніколи не забував свого першого вчителя, і пізніше, вже як визнаний композитор, надавав Вайсу фінансову допомогу. Вайс справив значний вплив на Джопліна, як композитора. За словами Сюзан Кертіс, «освічений учитель зумів відкрити для юного Джопліна двері у світ музики, про які той і не підозрював».
У 16 років Джоплін дебютував у квартеті The Texas Medley Quartette, у якому також грав його брат Вілл і ще двоє хлопців з Тексаркани. Їхній перший виступ відбувся в містечку Кларксвіллі й мав величезний успіх. Тоді ж Скотт почав вчитися грати на мандоліні та гітарі.

## Життя на півдні. Чикаго

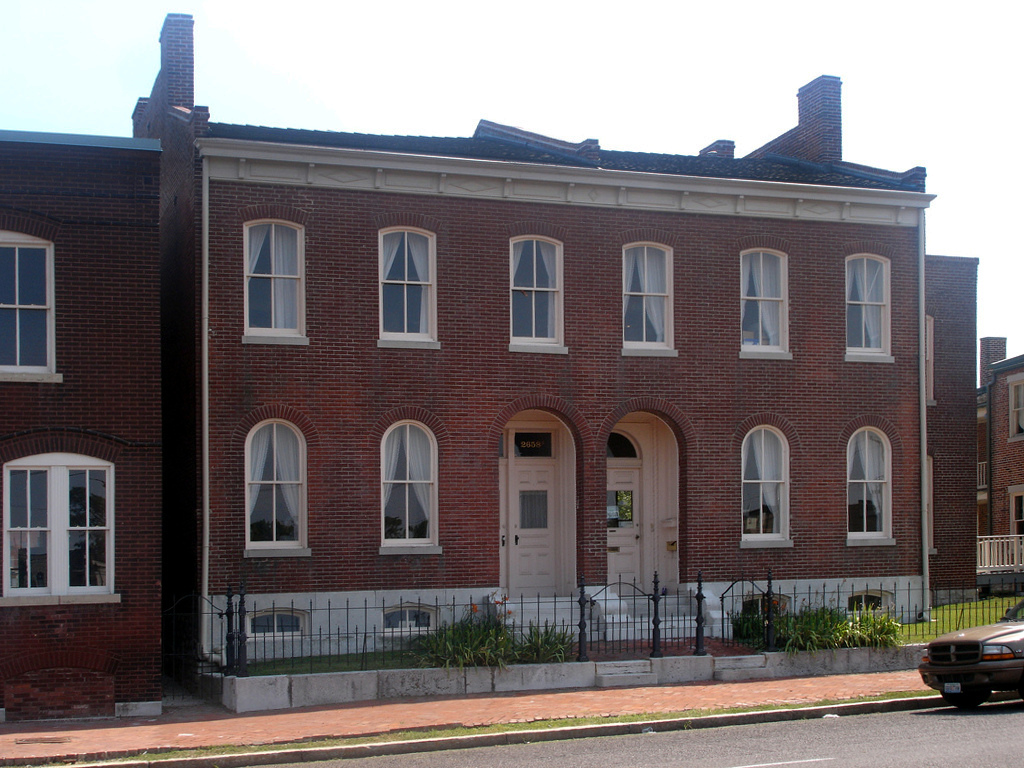
Будинок в Сент-Луїсі, де жив Джоплін

Встигнувши проявити себе у багатьох місцевих музичних подіях, наприкінці 1880-х років Скотт полишив ідею стати залізничним робітником, і вирішив заробляти на життя як музикант-гастролер. Частково це рішення було пов'язане зі смертю матері в 1882 році. Про цей період його життя відомо мало. У липні 1891 року він значився одним з членів ансамблю «Менестрелі Тексаркани» (англ. Texarkana Minstrels). Колектив брав участь у концерті, від якого зароблені кошти мали піти на встановлення пам'ятника Джефферсону Девісу. Можливостей чорношкірому піаністові заявити про себе було мало. Здебільшого, такі музиканти грали в церквах і борделях. За даними деяких дослідників, у той час Скотт Джоплін саме в таких закладах Сент-Луїса і грав.
На Всесвітній виставці 1893 року в Чикаго, Скотт Джоплін зібрав свій перший повноцінний бенд, який виконував музику на корнетах. Ту Чиказьку виставку відвідало понад 27 мільйонів осіб, що значною мірою відбилося на всій американській культурі і, зокрема, сприяло популяризації регтайму. До 1897 року цей музичний жанр був настільки поширений, що тодішні видання описували його як «поклик дикої природи; музика, що збурила і прискорила ритм життя людей, які виросли в місті».

## Життя в Седалії, Міссурі

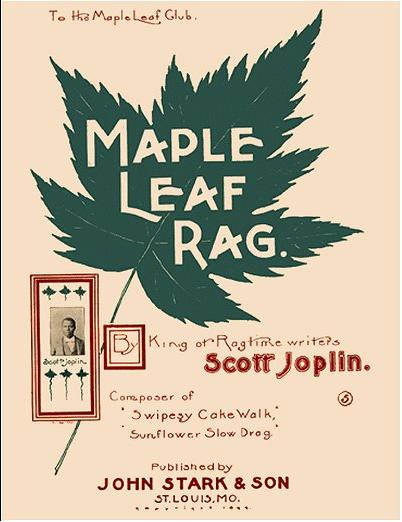
Обкладинка нот «Регтайм кленового листа» — першого успішного регтайму Джопліна

Після виставки, в 1894 році, Скотт Джоплін приїхав до міста Седалія (округ Петтіс, штат Міссурі). Спочатку йому довелося жити з родиною Маршаллів. Артур Маршалл, на той час 13-річний хлопчик, став згодом учнем Джопліна і композитором регтаймів.
У Седалії Скотт Джоплін працював музичним репетитором. Його учнями були Бран Кемпбелл і Скотт Гейден, які згодом стали визнаними композиторами. За деякими даними, Джоплін відвідував коледж імені Джорджа Р. Сміта, де міг вивчати композицію. Однак біограф Едвард Берлін пише про те, що архівні записи коледжу згоріли в пожежі 1925 року, і немає жодних даних, які б свідчили про те, що Джоплін справді проходив там навчання. Крім того, сумніви викликає той факт, що маленький коледж для афроамериканців міг надати курс музичних лекцій.
Майже 10 років Скотт Джоплін не мав постійного місця проживання. Він заробляв на життя виступами по всій окрузі і постійно переїжджав з місця на місце. Відомо, що він грав в таких закладах, як «Блек 400» (англ. Black 400) і «Клуб кленового листу» (англ. Maple Leaf Club), сольно і як лідер секстету, що виконував танцювальну музику. Невеликий концертний тур з The Texas Medley Quartette дав можливість Джопліну накопичити достатньо грошей, щоб 1895 року видати свої перші твори: пісні «будь Ласка, скажи, що ти бажаєш» (англ. Please Say You Will) та «Її портрет» (англ. A Picture of Her Face). Подорож 1896 року до Темпла (штат Техас) дала можливість випустити ноти ще кількох композицій, включаючи «Crush Collision March». Цей марш приурочений до події, свідком якої Джоплін цілком міг бути — інсценування зіткнення поїздів у вигаданому місті Краш 15 вересня.

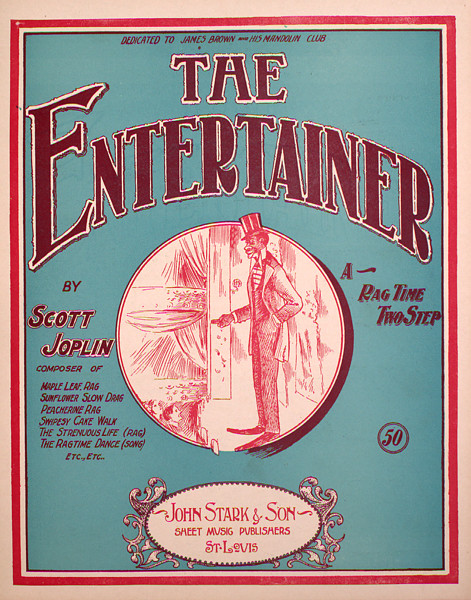
Обкладинка нот «Артист естради» — однієї з найвідоміших композицій Джопліна

Свій перший повноцінний регтайм «Original Rags» Джоплін видав у 1897 році. Композиція «Регтайм кленового листу» (англ. «Maple Leaf Rag», названий так на честь однойменного клубу) була опублікована в 1899 році, хоча існують дані, що композиція була відома до цього. 10 серпня 1899 року Джоплін підписав контракт з Джоном Стіллвеллом Старком, продавцем музичних інструментів, який пізніше став його головним видавцем. У контракті прописано, що Джопліну припадав один відсоток авторських відрахувань з продажу «Регтайму кленового листу» за мінімальною ціною 25 центів. Того ж року Скотт Джоплін одружився з Белль, своячкою Скотта Гейдена.
Деякі біографи Джопліна сходяться на тому, що «Регтайм кленового листу» був видатною для свого часу композицією. За однією з версій Джоплін став першим композитором, який продав мільйон паперових копій регтайму. Руді Блеш писав, що за перші 6 місяців було розпродано 75 тисяч копій і композиція стала першим інструментальним хітом Америки. Едвард Берлін, навпаки, вважає, що спочатку випущені 400 копій розходилися протягом цілого року і ніякого доходу автору спочатку не приносили. Втім, «Регтайм кленового листа» став своєрідним музичним стовпом, на який рівнялися всі наступні композитори цього жанру.
Після переїзду на початку 1900 року до Сент-Луїса в Скотта і Белль народилася дочка. Дитина, однак, померла через кілька місяців. Взаємини з дружиною ускладнювала відсутність інтересу з її боку до музики. Зрештою пара розлучилася і оформила розлучення.
1900 року Скотт Джоплін зустрічається з Альфредом Ернстом, що був тоді директором Хорально-симфонічного товариства в Сент-Луїсі. Ернст писав: 
| «Роботи Джопліна в області регтайму настільки оригінальні, відрізняються такою індивідуальністю й настільки мелодійні, що я схиляюся до думки, що він зможе створити щось чудове в композиціях більше високого класу, якщо ознайомиться з теорією музики й законами гармонії» |.
У 1901—1903 роках Скотт Джоплін навчається в Ернста. В цей час він написав 16 композицій, серед яких його знаменитий «Entertainer» («Витівник»), а також «Плакуча верба», «Алабамський вітерець», «Соняшник» та інші.
У червні 1904 дружиною Джопліна стала Фредді Александр з Арканзасу, 19-річна дівчина, якій він присвятив композицію «Хризантема» (англ. The Chrysanthemum). Фредді померла 10 вересня 1904 року через ускладнення після застуди. Першою роботою Скотта після втрати коханої став твір «Бетіна», з підзаголовком «Концертний вальс» (англ. Bethena, A Concert Waltz), який критики називають «чарівним і прекрасним твором, що по праву входить в список найкращих регтайм-вальсів».
При цьому Джопліна засмучувало, що жанр, в якому він працював, вважався чимось другосортним, і що американський музичний світ не визнає його «справжньою музикою»… Це спонукало музиканта звернутися до більш «високих» музичних жанрів, зокрема він пише музику до балету, оперу.
Джопліну вдалося зібрати команду з 30 музикантів і створити свою першу регтайм-оперу «Почесний гість». Даних про кількість постановок і відгуки аудиторії не збереглося.

## Пізні роки
Переїхавши 1907 року до Нью-Йорка, де, як йому здавалося, він міг би знайти продюсера для своєї нової опери «Трімоніша», Скотт Джоплін познайомився з Лотті Стоукс, на якій одружився в 1909 році. Трімоніша була фактично першою справді американською оперою[джерело?]. В ній містилися заклики до своїх чорних братів покінчити з марновірствами старого життя, Джоплін закликав учитися й ставати самостійними. 1911 року, так і не знайшовши видавця, Джоплін був змушений сам фінансувати постановку «Трімоніші» в спрощеному варіанті — фортепіано і вокал. 1915 року, в нескінченних спробах донести свою оперу до глядача, він організував виступ у репетиційній залі Гарлема. За піаніно сидів сам Джоплін; артисти грали майже задарма. Публіка, розпещена грандіозними європейськими оперними виставами, прохолодно сприйняла скромне творіння Джопліна. Глядачі просто вставали і йшли посеред музичного номера. Після такого провалу Джоплін виявився банкрутом. На думку його біографів, він пожертвував комерційною складовою заради мистецтва, але на той момент чорношкіре населення майже не сприймало цей бік музики. Лише 60 років по тому «Трімонішу» успішно ставили в найбільш іменитих театрах США.
1914 року Скотт і Лотті самостійно видали композицію «Притягальний регтайм» (англ. Magnetic Rag). Біограф Вера Лоуренс пише, що Джоплін вже тоді знав про свою прогресивну хворобу — сифіліс. Не шкодуючи здоров'я, він день і ніч записував оркестрові партії для «Трімоніші», поки не переклав усю оперу на папір.

## Смерть
Останні роки життя композитор провів у матеріальній скруті.
До 1916 року в Джопліна була хронічна стадія сифілісу, а також з'явилися ознаки слабоумства. 1917 року його доставили в психіатричну клініку Манхеттена. Композитор помер 1 квітня 1917 року внаслідок сифілітичної енцефалопатії — деменції. Його поховали на цвинтарі для бідняків, де могила залишалася непозначеною впродовж 57 років. Лише 1974 року на цвинтарі Святого Майкла в Східному Елмгерсті встановили надгробок з ім'ям Скотта Джопліна.

## Твори
Класична музика, народні наспіви, які Джоплін з дитинства вбирав у Тексаркані, госпели, спіричуели, а також танцювальна музика дозволили композитору розвинути власний стиль. Цей стиль, названий «реґтаймом», включав як традиційні мотиви американської музики, так і європейські риси. Попри те, що новий жанр був популярний лише впродовж приблизно 25 років, регтайм значно вплинув на подальший розвиток джазу.
У період, коли Джоплін починав вчитися грати на музичних інструментах, у серйозних музичних колах до регтайму ставилися, як до музики «вульгарної, порожньої та безглуздої, повної протилежності до робіт майстрів з Тін Пен Еллі». Однак Джопліну вдалося облагородити жанр, регтайм перестав бути «музикою, яку виконували мандрівні піаністи в дешевих барах», але поєднав у собі синкоповану ритміку афроамериканської національної музики і європейський романтизм.
За словами Мартіна Вільямса, «регтайм став афроамериканською версією польки з маршовими елементами, притаманними творчості Джона Сузи». Хоча надалі регтайми стали однією з основ джазу, Скотт Джоплін позиціював свою музику, як класичну, яку слід грати за нотами без жодних імпровізацій. Він вважав, що регтайм — жанр композиторської музики, і розробляється з тією ж ретельністю, що й, наприклад, етюди Шопена, тому ставитися до регтайму треба з належною серйозністю.
Відомо про створення Скоттом Джопліном музики до кінофільму 1904 року «Чистильник взуття».

Твори Скотта Джопліна (обкладинки нот)
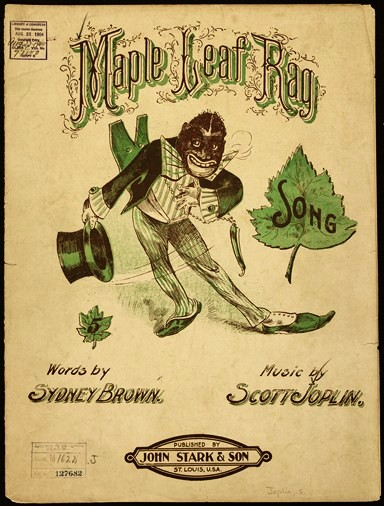
«Регтайм кленового листа» (1899)
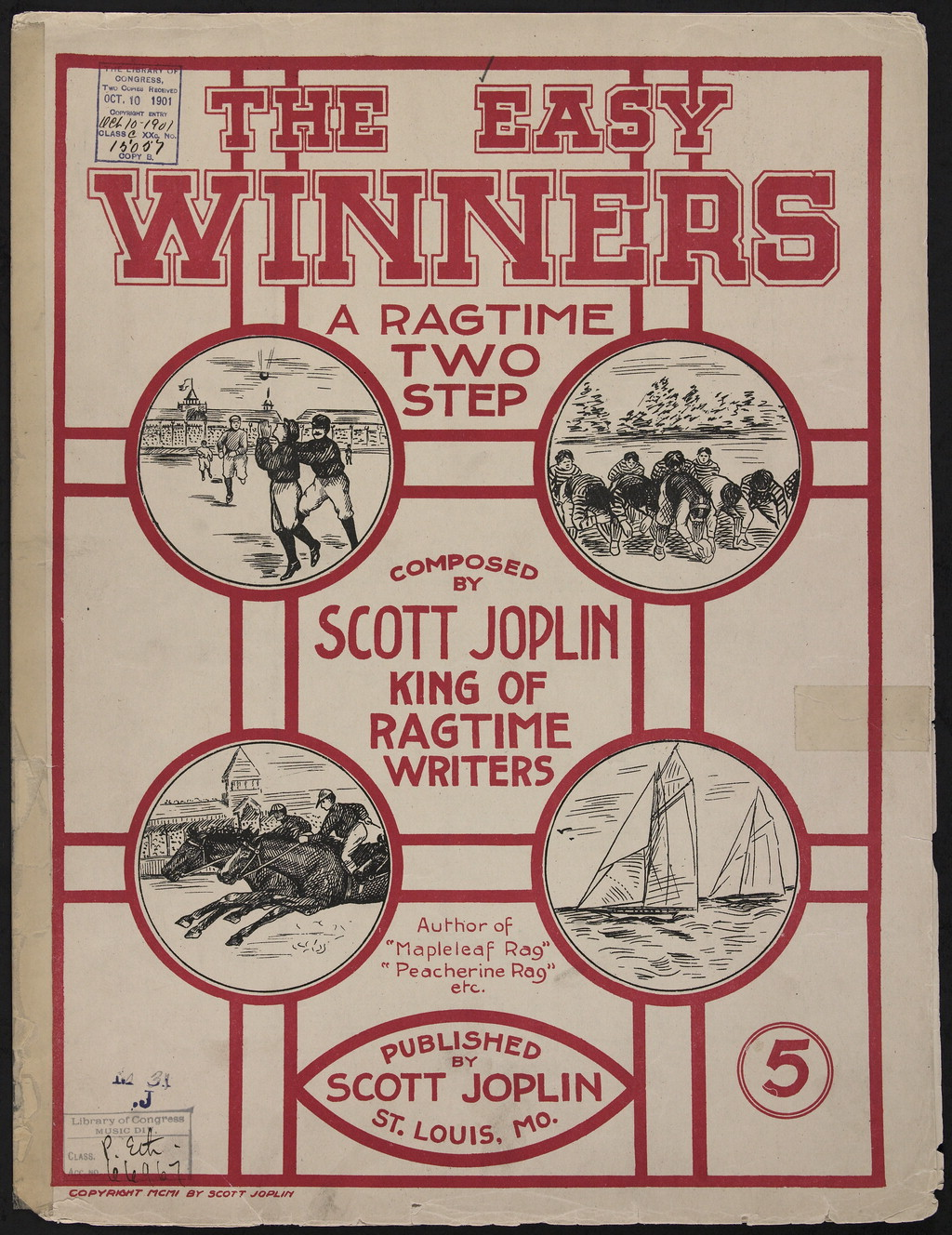
«Фаворити змагань» (1901)
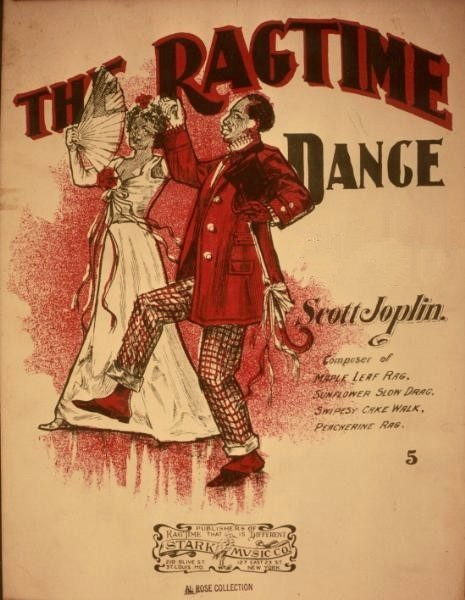
«Танець регтайму» (1902)
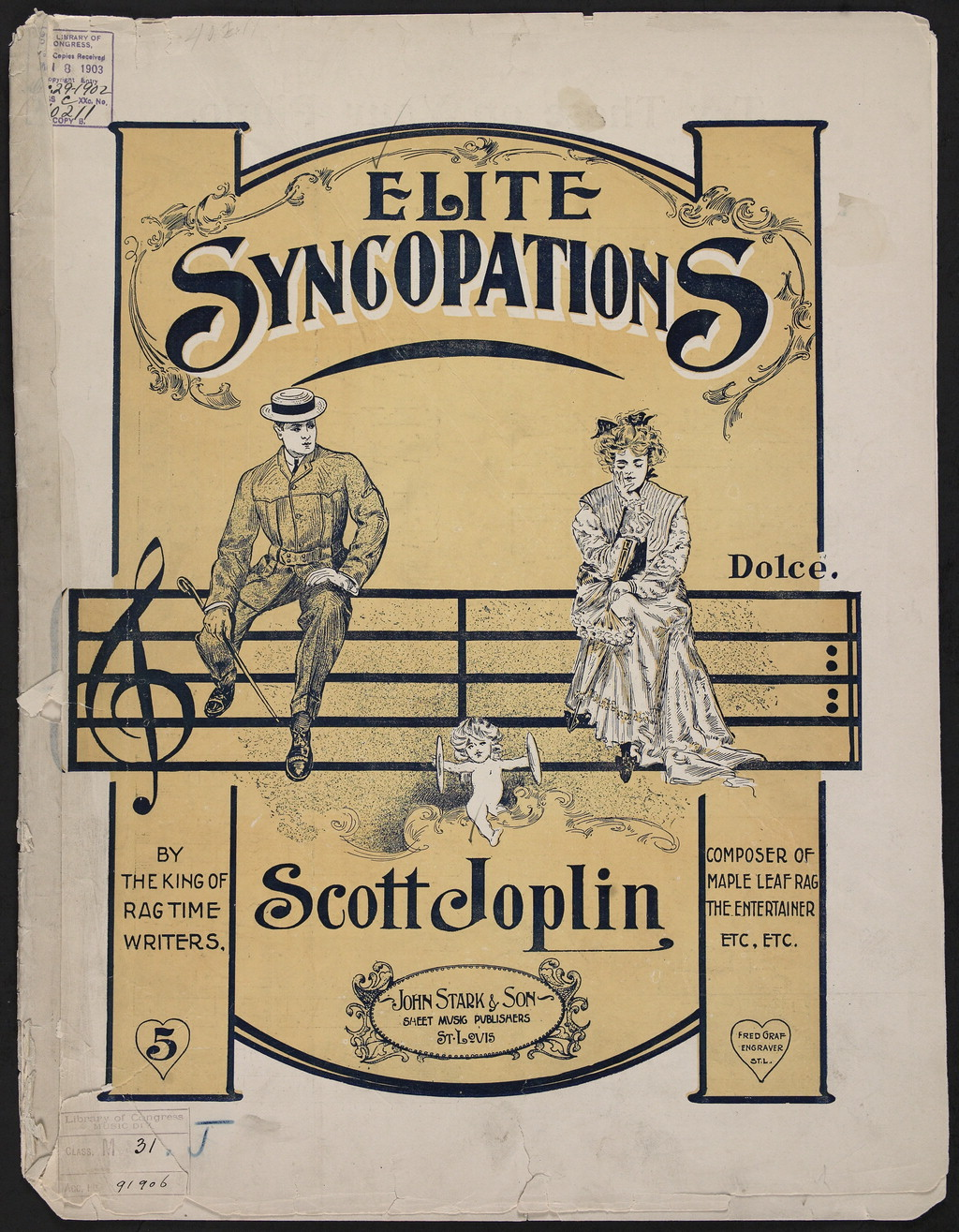
«Елітні синкопи» (1903)
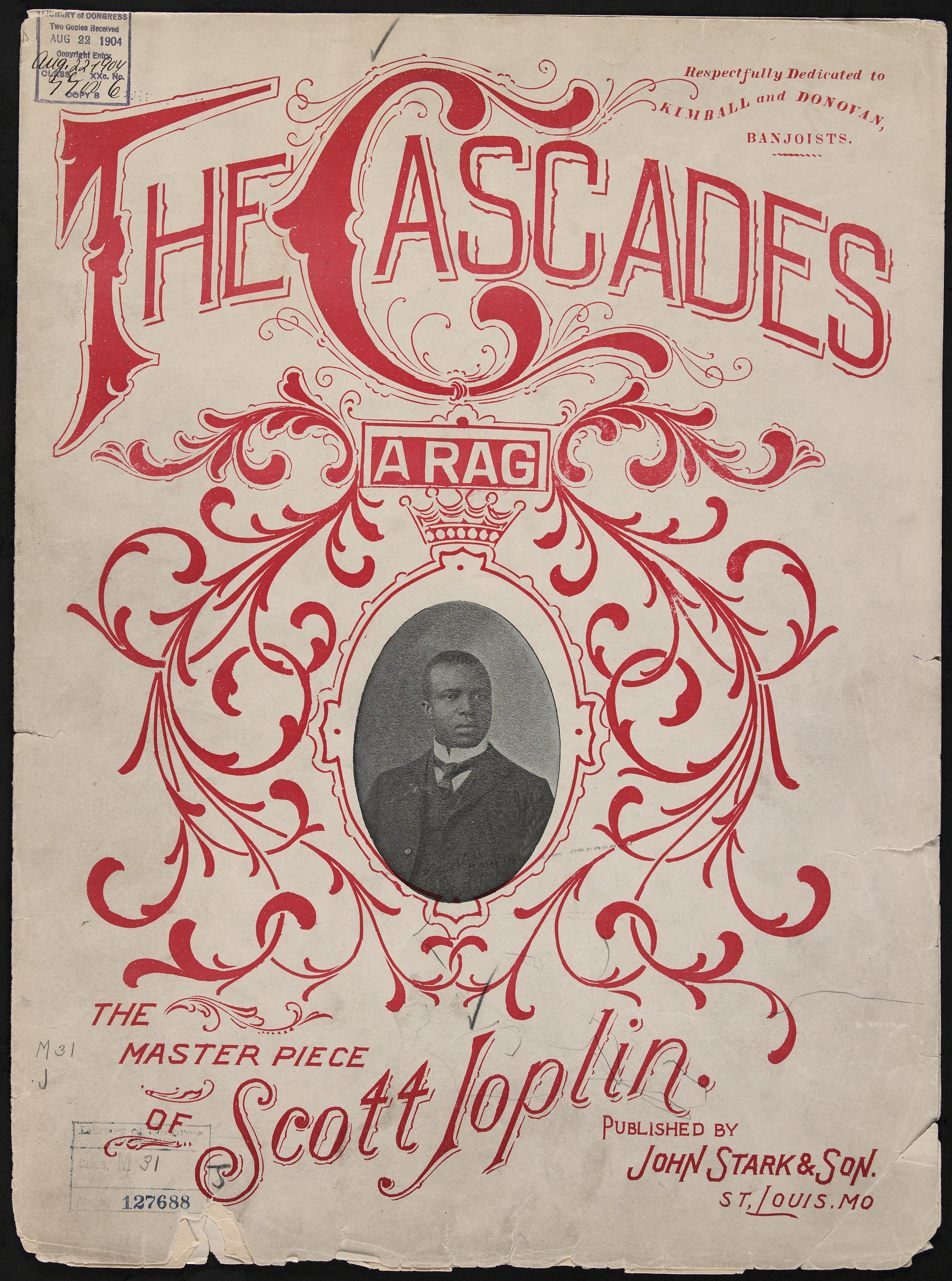
«Каскади» (1904)
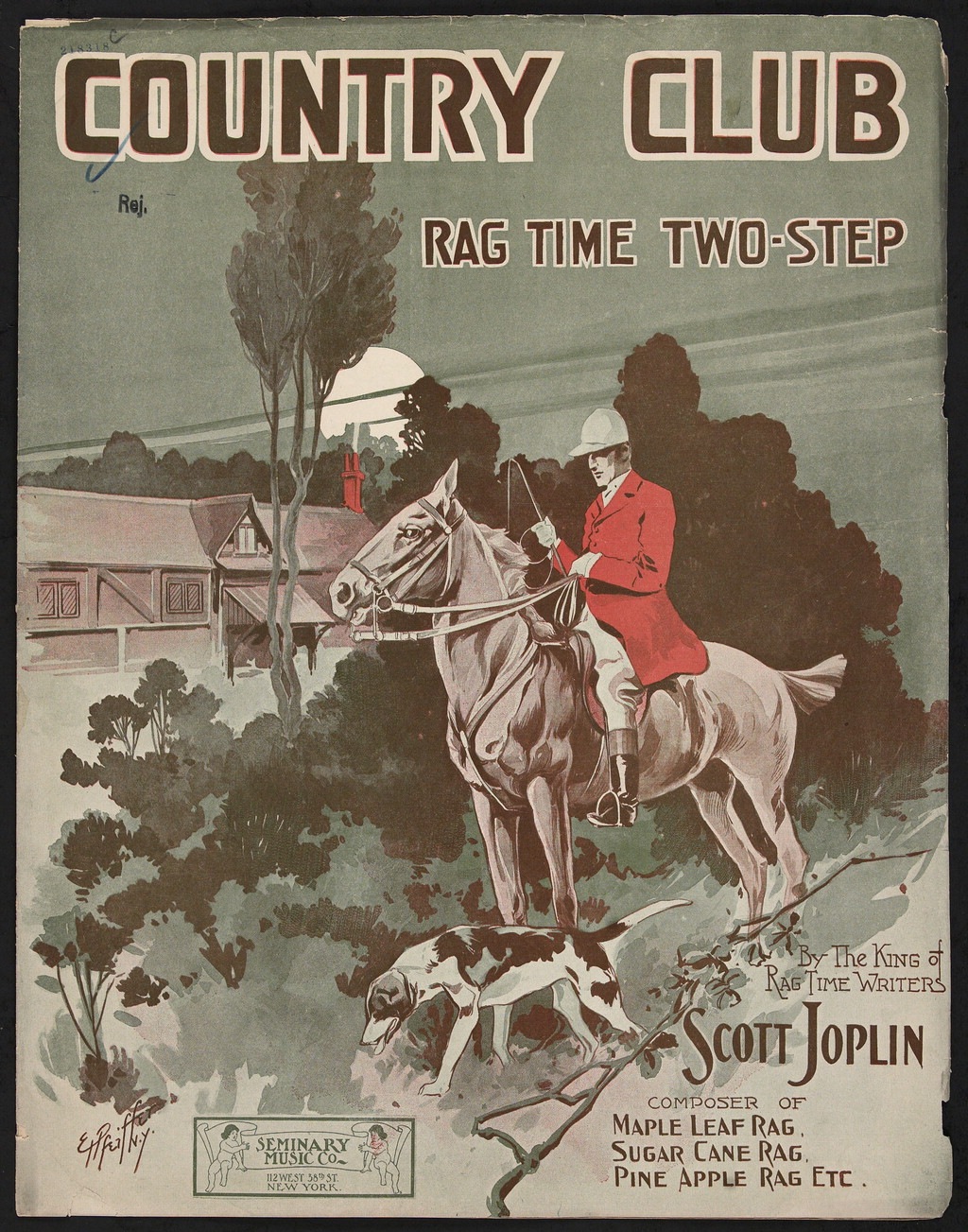
«Сільський клуб» (1909)
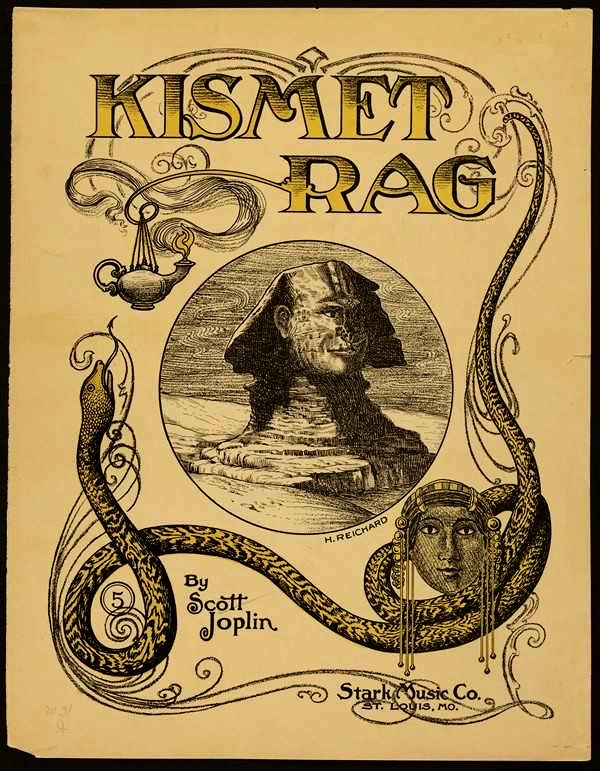
«Регтайм долі» (1913)

### Опера «Трімоніша»

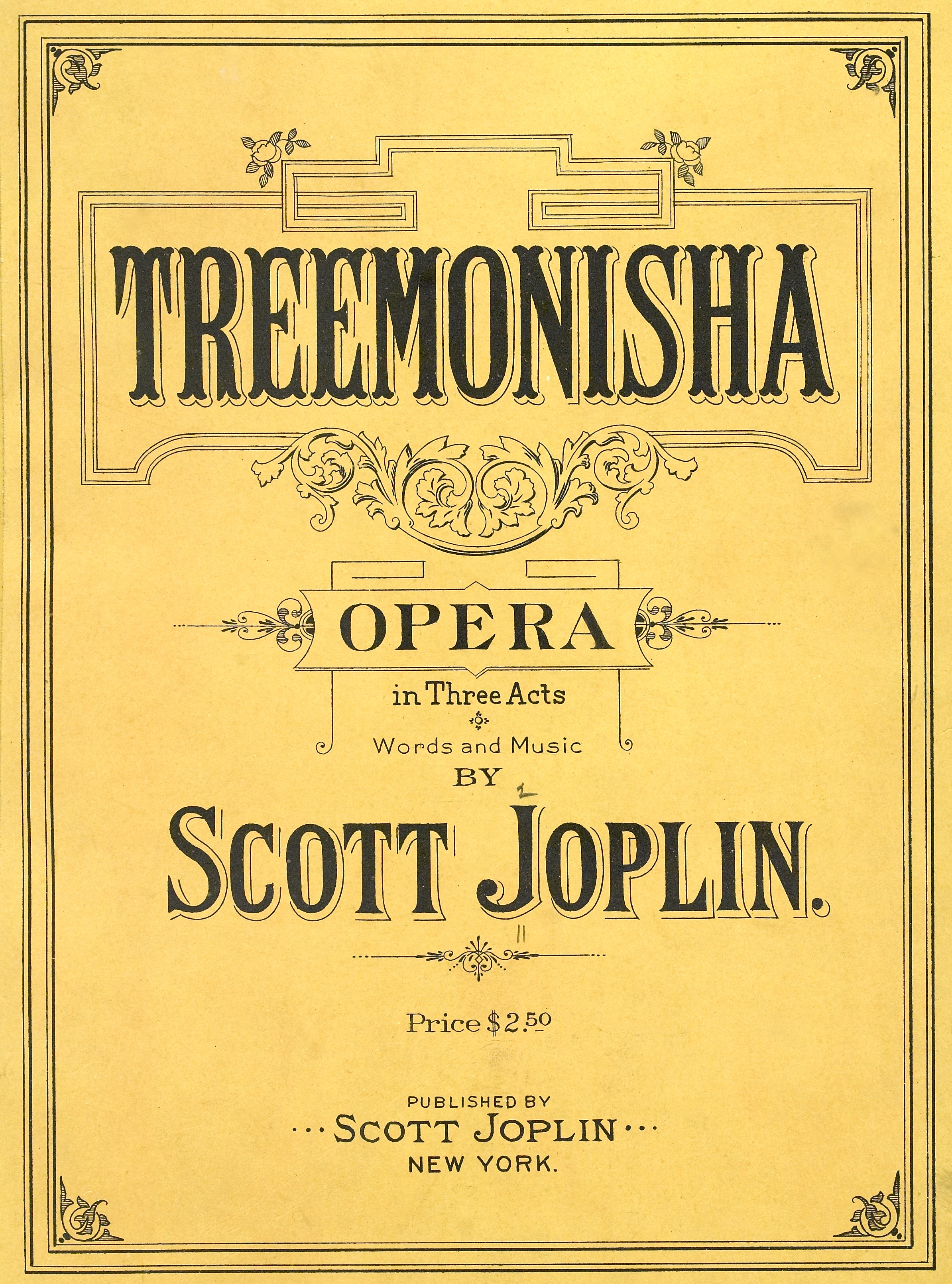
Обкладинка нотного запису до опери «Трімоніша»

Джоплін написав «Трімонішу» в 1910 році. Дійові особи опери — колишні чорношкірі раби, дія розгортається в глухому лісі неподалік від Тексаркани. У центрі оповіді — 18-річна дівчина Трімоніша, яку навчає грамоти біла жінка. Трімоніша не бажає миритися з марновірствами і забобонами, що панують у громаді. Після того, як місцеві чаклуни обдурили її названу матір Монішу, продавши їй «мішок зі щастям», Трімоніша викриває шахраїв. Щоб помститися, чаклуни викрадають Трімонішу і збираються кинути її в осине гніздо. Закоханий в Трімонішу Рімус в останній момент встигає врятувати дівчину. Пара повертається в село, жителі якої просять дівчину стати їхнім духовним лідером і позбавити простих негрів від забобонів і невігластва.
Джоплін написав як лібрето, так і оперні оркестровки. «Трімоніша» включає: увертюру, речитативи, хори, ансамблі, арії та танцювальні номери. На думку біографів, у роботі Джопліна простежуються деякі паралелі з операми Ріхарда Вагнера. Так, священне дерево, під яким названа мати знаходить Трімонішу, нагадує дерево, під яким Зігмунд з опери «Валькірія» знаходить зачарований меч, а історія Трімоніші перегукується з історією Зигфріда з однойменної опери. Також в роботі Джопліна відчувається вплив американського фольклору, зокрема історія з осиним гніздом є відсиланням до розповіді про Братика Кролика і терновий кущ.
Едвард Берлін зазначає, що сюжет «Трімоніші» був тісно пов'язаний з життям самого Джопліна і був свого роду закликом до афроамериканського народу позбуватися від невігластва, здобувати освіту і стати незалежним. Лотті Джоплін (третя дружина Джопліна) бачила зв'язок між прагненнями, які рухали Трімонішою, з надіями самого композитора.
Після публікації опери 1911 року «Журнал американських музикантів і мистецтв» (англ. American Musician and Art Journal) охарактеризував «Трімонішу», як «абсолютно нову форму оперного мистецтва». Пізніше критики визнавали, що «Трімоніша» займає особливе місце в історії американського театру і музики, оскільки це була перша опера, в якій героїня боролася за свої громадянські права, говорила про важливість освіти і закликала до здобуття незалежності афроамериканським народом. Варто також відзначити, що «Трімонішу» написано за 25 років до того, як Джордж Гершвін створив оперу «Поргі та Бесс», у якій використав прийоми Джопліна, я яка ввібрала у свою музичну структуру регтайми, госпели і спіричуели.

### Виконавські навички
Щодо навичок гри Джопліна на фортепіано думки критиків розходяться. У випуску газети Седалії від 1898 року йшлося про те, що музикант володіє відмінною фортепіанною технікою. Проте, син видавця Джона Старка свідчив, що Скотт був досить посереднім піаністом і вважав за краще складати музику за столом, ніж за інструментом. Арті Меттьюс згадував про те, «яке задоволення приносило музикантам Сент-Луїса обігравати Джопліна за темпом і технікою гри».
Джоплін не робив аудіозаписів за життя, проте після нього залишилося сім перфорованих стрічок для механічного піаніно, які були зроблені в 1916 році. Берлін пише про те, що до моменту, коли Джоплін переїхав до Сент-Луїса, у нього вже спостерігалися ознаки сифілісу, почалися тремори і порушення мови. Можливо, саме у зв'язку з цим запис «Регтайм кленового листу», зроблений у червні 1916 року, був охарактеризований біографом Блешом, як «шокуючий у своїй неорганізованості й неприємний на слух». Низка критиків висловлювали суперечливі думки щодо якості гри Джопліна і ступеня збереження самих перфорованих стрічок. Берлін же відгукується про стрічку «Регтайм кленового листу» вкрай негативно, але підкреслює, що записи не відбивають повною мірою майстерності композитора, оскільки їх зроблено на схилі віку Джопліна в період прогресивних хвороб.

## Спадщина та відгуки

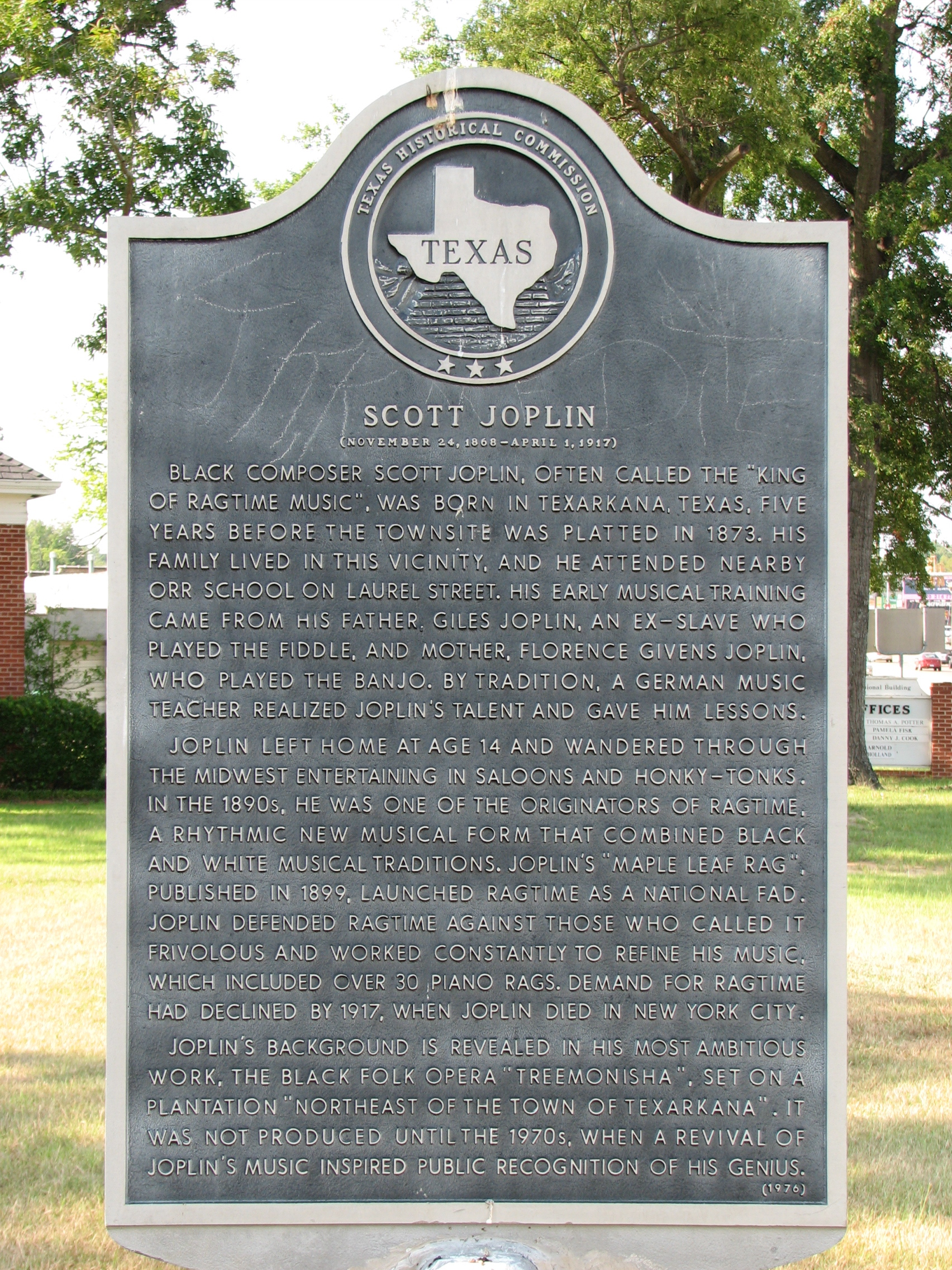
Меморіал, встановлений на честь Скотта Джопліна в Техасі

Джоплін і його послідовники зуміли дати розвиток американській популярній музиці, оновили її звучання. За словами Скотта і Руткоффа, «синкопованість і ритмічний драйв музики Джопліна підкупили міських жителів, регтайми виражали справжню енергетику тодішніх американських міст».
Джошуа Ріфкін писав, що «всі роботи Джопліна були просякнуті глибоким ліризмом, і навіть в найбільш життєрадісних його регтаймах відчувалися ноти відчаю і меланхолії… мало що пов'язувало стиль Джопліна і музику його послідовників». Історик Білл Раерсон казав, що «Джоплін зробив для регтайму те саме, що у свій час зробив Шопен для мазурки. Його мелодії були одночасно болісними і прекрасними серенадами, нагадували водночас і болеро і танго». Сюзан Кертіс писала, що «музика Джопліна зробила революцію в американській культурі, звільнивши її від строгості і стриманості вікторіанської епохи».
Композитор і актор Макс Морат казав про те, що більша частина робіт Джопліна за життя композитора не здобула такої ж популярності, як «Регтайм кленового листа», оскільки «наростальна лірична вишуканість і складні синкопи Джопліна залишалися незрозумілими для публіки». За словами біографа Ієна Віткомба Джоплін усвідомлював, що перша успішна композиція — «Регтайм кленового листа» — принесе йому славу короля регтаймів, але й розумів, що не стане надпопулярним за життя. «Можливо, коли мене не буде в живих вже років 25, про мене почнуть згадувати», — сказав одного разу Джоплін своєму другові. Посмертна слава прийшла до нього через 30 років. Трохи пізніше Руді Блеш написав роботу, присвячену Скотту Джопліну, про історію виникнення і розвитку регтаймів.
Як один з перших чорношкірих композиторів популярної та класичної музики, Джоплін зумів прокласти шлях для послідовників, щоб ті змогли донести свою музику до будь-якої аудиторії. Біограф Флойд Левін зазначав, що «ті, хто усвідомлює його велич, схиляють голови в журбі, оскільки він був королем композиторів регтайму, він був людиною, яка подарувала Америці її національну музику».

## Визнання творчості Джопліна
Популярність регтайму, що досягла піку на самому початку століття, стала гаснути. Тому було кілька причин: і своєрідна складність його виконання (спеціальний ритм вимагав професійності), публіці перестали подобатися «рубаний» ритм і дисонанси, озлобилися й «моральні» супротивники, які приписували регтайму всі негативні якості, властиві малопочесним місцям, де його часто грали.
Попри це, такі видатні музиканти, як Томмі Дорсі 1936 року, Джеллі Ролл Мортон в 1939 році і Рассел Робінсон 1947 року, випускали записи композицій Джопліна у своєму виконанні. Композиція «Регтайм кленового листа» найчастіше з'являлася на грамплатівках.
Проте з кінця 40-х Скотта Джопліна починають згадувати, з'являються статті про нього і про регтайми.
У 1960-х роках почалося поступове відродження інтересу до класичного регтайму завдяки роботам Требора Тіхенора, Вільяма Болкома, Вільяма Олбрайта і Руді Блеша. У 1970 році студія Audiophile Records випустила два альбоми у виконанні Нокі Паркера: «Повне зібрання фортепіанних творів Скотта Джопліна» (англ. The Complete Piano Works of Scott Joplin) і «Найбільший з композиторів регтаймів» (англ. The Greatest of Ragtime Composers).
У Каліфорнії в 1966 р. починає видаватися журнал «Rag Times» з гаслом «Скотт Джоплін живий!».
1968 року Болком і Олбрайт зуміли зацікавити молодого піаніста диригента і та історика музичної культури Джошуа Ріфкіна творами Джопліна. Ріфкін, зайнявшись регтаймом як «попередником джазу», побачив, що цей музичний стиль є цікавий сам по собі. Утрьох вони вели музичні вечори на радіостанції WBAI, присвячені, зокрема, і регтайму. У листопаді 1970 року Ріфкін записав альбом під назвою «Скотт Джоплін: Фортепіанні регтайми» (англ. Scott Joplin: Piano Rags), виданий компанією «Нансач» (англ. Nonesuch) і розпроданий тиражем 100 000 копій упродовж року, а надалі тираж перевищив 1 000 000 екземплярів. У хіт-параді журналу Billboard від 28 вересня 1974 року перша частина альбому досягла п'ятого рядка, його друга частина посіла четверте місце, а повна версія дісталася третьої сходинки. Всі збірки зуміли протриматися в чарті 64 тижні. Того року музичні магазини вперше виставили альбоми з регтаймами на полиці разом з класичною музикою. У 1971 році альбом Ріфкіна був номінований на дві премії «Греммі»: «Найкраще оформлення платівки» і «Найкращий інструментальний сольний виступ». Ріфкін також брав участь у третій номінації, не пов'язаній з Джопліном, проте на церемонії 14 березня 1972 року не отримав жодної нагороди. У 1974 році відбувся концертний тур Ріфкіна, який включав виступи для телеканалу BBC. 1979 року Алан Річ писав у New York Magazine про те, що «Ріфкін практично самотужки зумів відродити творчу спадщину Скотта Джопліна».

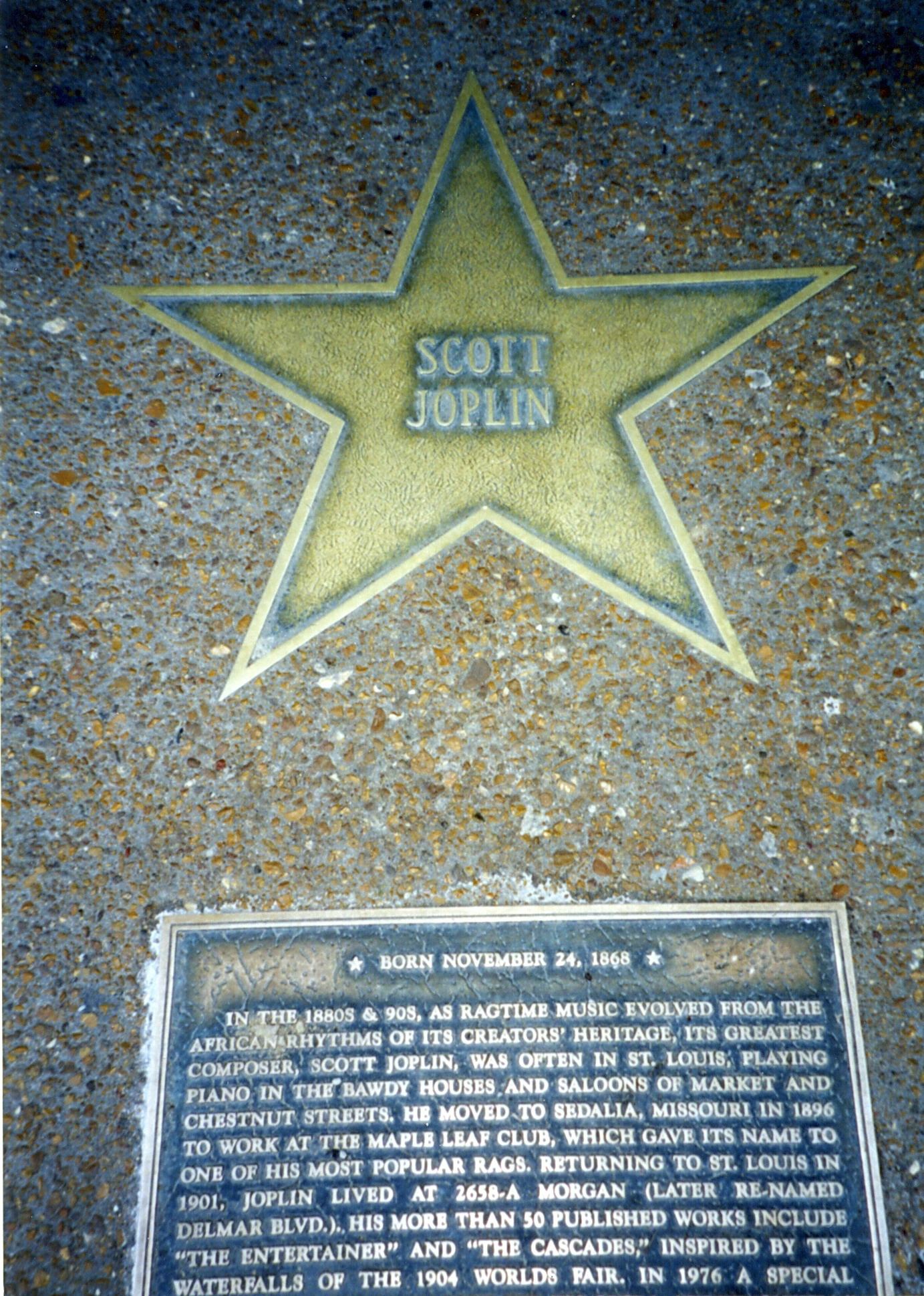
Зірка Скотта Джопліна на Алеї слави в Сент-Луїсі

У січні 1971 року музичний критик Нью-Йорк Таймс Геролд Ч. Шонберг написав статтю під заголовком «Науковці, займіться-но Скоттом Джопліном!» (англ. Scholars, Get Busy on Scott Joplin!). Це стало сигналом музикознавцям впритул зайнятися дослідженням робіт Джопліна і зрештою визнати геніальність композитора, незрозумілого за життя.
У середині лютого 1973 року Новоанглійський ансамбль регтаймів під управлінням Гюнтера Шуллера записав альбом «Джоплін: Червона книга» (англ. Joplin: The Red Back Book). На 16-й церемонії «Греммі» запис отримав премію в номінації «Найкраще камерне виконання», а також став найкращим класичним альбомом 1974 року за версією журналу Billboard. Пізніше оркестр записав ще два диски: «Ще більше регтаймів Скотта Джопліна» (англ. More Scott Joplin Rags) (1974) та «Шлях від регтаймів до джазу» (англ. The Road from Rags to Jazz) (1975).
У 1973 році продюсер Джордж Рой Гілл звернувся до Ріфкіна і Шуллера з проханням написати звукову доріжку до його майбутнього фільму «Афера», однак вони обидва відкинули пропозицію про співпрацю. Тоді Гілл зв'язався з композитором Марвіном Гемлішем, який запропонував як музику до фільму регтайми Джопліна з невеликими коригуваннями. У підсумку саундтрек до «Афери» приніс Гемлішу 2 квітня 1974 року премію «Оскар» в номінації «Найкраща музика до фільму». Його версія регтайму «Артист естради» досягла третього рядка хіт-парадів журналу Billboard і American Top 40. Завдяки фільмові роботи Джопліна стали високо цінуватися в музичних колах, ставши «класичним феноменом десятиліття». Ріфкін і Шуллер, однак, скептично поставилися до успіху і нагород Гемліша за «музику, яку він сам не складав, та аранжування, яких не створював».
22 жовтня 1971 року частини з «Трімоніші» були представлені на концерті в Лінкольн-центрі. На сцені виступали Ріфкін, Болком, піаністка Мері Лу Вільямс, а також група вокалістів. 28 січня 1972 року була організована постановка опери з оркестровками композитора Томаса Андерсона і хореографією Кетрін Данем. Акомпанував співакам симфонічний оркестр Атланти під управлінням Роберта Шо. У лютневому номері Нью-Йорк Таймс за 1972 рік Геролд Шонберг зазначив, що «відродження інтересу до творчості Джопліна триває сповна». У травні 1975 року «Трімонішу» поставив Гюнтер Шуллер у Х'юстон Гранд Опера. Вона витримала кілька вистав. Потім у жовтні і листопаді оперу показували на Бродвеї.
У 1974 році королівський театр опери та балету Ковент-Гарден під керівництвом Кеннета Макміллана здійснив постановку одноактного балету «Елітні синкопи» (англ. Elite Syncopations) за мотивами творів Джопліна. Того ж року побачила світ ще одна балетна постановка за творами Джопліна: «Червона книга» з хореографією Джона Кліффорда.
У Сент-Луїсі, де він прожив багато років, був організований його музей, у 2000 році в цьому місті також була поставлена опера «Трімоніша». Регтайми Джопліна були використані також Дж. Гершвіном у «Поргі і Бесс», Ірвінгом Берліном та іншими композиторами.

## Біографічний фільм
1977 року режисер Джеремі Каган зняв біографічний телевізійний фільм «Скотт Джоплін». У головних ролях знялися Біллі Ді Вільямс, Кліфтон Девіс, Маргарет Ейвері, Арт Карні та інші. У 1979 році фільм отримав Премію Гільдії сценаристів Америки.

## Нагороди та почесні звання
1970: Національна академія популярної музики США включила ім'я Скотта Джопліна в Залу слави піснярів.
1976: Джоплін посмертно нагороджений Пулітцерівською премією за особливий внесок у розвиток американської музики.
1983: Поштова служба США в рамках серії «Чорна спадщина» (англ. Black Heritage) випустила серію марок, присвячену культурній спадщині чорношкірих жителів Америки, зокрема, Скотту Джопліну (двадцятицентова марка вийшла 9 червня).
1989: на Сент-Луїська «Алея слави» відкрито зірку Скотта Джопліна.
2002: Національний комітет збереження аудіозаписів включив зібрання перфорованих стрічок для механічного піаніно, із записаною на них грою Джопліна початку 1900-х років, у Національний реєстр звукозапису Бібліотеки Конгресу США.

## Твори
Опери:
- «Почесний гість» (A Guest of Honour, 1903)
- «Тримониша» (Tremonisha, 1911, поставлена 1915),

Дві симфонії
Близько 60 Регтаймів,
 зокрема (в алфавітному порядку):
| - Antoinette (1906) - Augustan Club Waltz (1901) - Bethena (1905) - Binks' Waltz (1905) - A Breeze From Alabama (1902) - Cascades (1904) - The Chrysanthemum (1904) - Cleopha (1902) - Combination March (1896) - Country Club (1909) - The (Great) Crush Collision March (1896) - The Easy Winners (1901) - Elite Syncopations (1902) - The Entertainer (1902) - Eugenia (1906) - Euphonic Sounds (1909) - The Favorite (1904) - Felicity Rag (1911) - Fig Leaf Rag (1908) - Gladiolus Rag (1907) - Harmony Club Waltz (1896) - Heliotrope Bouquet (1907) - I Am Thinking of My Pickanniny Days (1902) - Kismet Rag (1913) - Leola (1905) - Lily Queen(1907) - Little Black Baby (1903) - Magnetic Rag (1914) - Maple Leaf Rag (1899) - March Majestic (1902) | - The Nonpareil (1907) - Original Rags (1899) - Palm Leaf Rag (1903) - Paragon Rag (1909) - Peacherine Rag (1901) - A Picture of Her Face (1895) - Pineapple Rag (1908) - Pleasant Moments (1909) - Please Say You Will (1895) - The Ragtime Dance (1902) - The Ragtime Dance (1906) - Reflection Rag(1917) — wydane pośmiertnie - The Rose-bud March (1905) - Rose Leaf Rag (1907) - Sarah Dear (1905) - School of Ragtime (1908) - Scott Joplin's New Rag (1912) - Searchlight Rag (1907) - Silver Swan Rag (1971) — wydane pośmiertnie - Solace (1909) - Something Doing (1903) - Stoptime Rag (1910) - The Strenuous Life (1902) - Sugar Cane (1908) - Sunflower Slow Drag (1901) - Swipsey (1900) - The Sycamore (1904) - Treemonisha (1911) - Wall Street Rag (1909) - Weeping Willow (1903) - When Your Hair Is Like the Snow (1907) |

## Аудіоприклади
- Maple Leaf Ragⓘ, фрагмент
- Maple Leaf Rag [Архівовано 21 червня 2007 у Wayback Machine.]. This is a recording of a player-piano roll made by Joplin for the Connorized piano roll company in April 1916.
- Pleasant Moments, 2.1Mb. Запис Connorized piano roll зроблений Джопліном у квітні 1916, що до 2006 р. вважався втраченим.
- The Mutopia project [Архівовано 15 квітня 2021 у Wayback Machine.] has freely downloadable piano scores of several of Joplin's works
- Kunst der Fuge: Scott Joplin — MIDI files [Архівовано 13 червня 2007 у Wayback Machine.] (живі та піано-ролл записи)
- Scott Joplin at PianoVault [Архівовано 11 березня 2007 у Wayback Machine.] сайт з нотами та MIDI-записами фортепіанної музики Джопліна
- Scott Joplin [Архівовано 25 травня 2007 у Wayback Machine.] — Німецький сайт з нотами та MIDI-записами
- John Roache's site [Архівовано 2 червня 2007 у Wayback Machine.] MIDI-записи регтаймів Джопліна та інших